# Dschochar Zarnajew

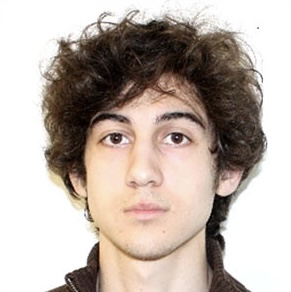
Im Jahr 2013 veröffentlichtes Foto von Dschochar Zarnajew

Dschochar Ansorowitsch Zarnajew (russisch Джохар Анзорович Царнаев, wissenschaftliche Transliteration Džohar Anzorovič Carnaev, englische Transkription Dzhokhar Anzorovich Tsarnaev, tschetschenisch Царнаев (Царни) Анзор-кӏант ДжовхΙар; * 22. Juli 1993 in Tokmok, Kirgisistan) ist ein US-amerikanischer Terrorist tschetschenisch-awarischer Herkunft. Zusammen mit seinem anschließend getöteten Bruder Tamerlan Zarnajew verübte er den Anschlag auf den Boston-Marathon am 15. April 2013, bei dem drei Menschen getötet wurden, darunter ein achtjähriges Kind.
Dschochar Zarnajew gestand nach seiner Festnahme, den Anschlag gemeinsam mit seinem Bruder durchgeführt zu haben. Am 8. April 2015 befand ihn ein Geschworenengericht für schuldig. Am 15. Mai 2015 wurde die Todesstrafe als Strafmaß verkündet. Ein Berufungsgericht hob das Urteil im Juli 2020 auf. Der Oberste Gerichtshof der Vereinigten Staaten erklärte das Todesurteil am 4. März 2022 schließlich für rechtmäßig.

## Familiärer Hintergrund
Der Vater der Brüder, Ansor (russisch Анзор, englische Transkription Anzor), entstammt einer Familie aus Tschetschenien, die seit der Zeit der stalinistischen Deportation im Jahre 1944 in der Kirgisischen SSR der Sowjetunion lebte. Ihre Mutter Subeidat (russisch Зубейдат, englische Transkription Zubeidat) stammt aus Dagestan und ist awarischer Nationalität.
Die Brüder sind, wie ihre beiden Schwestern, in Kirgisistan geboren und wuchsen in der Stadt Tokmok auf. Anfang der 2000er Jahre beschloss die Familie, in die USA auszuwandern, wohin mit einem Flüchtlingshilfsprogramm schon ein Bruder und eine Schwester Ansor Zarnajews in der ersten Hälfte der 1990er Jahre emigriert waren. Da die Ausfertigung der Ausreisedokumente längere Zeit dauerte, hielt sich die Familie ab Oktober 2001 etwa fünf Monate in Dagestan, der Heimat der Mutter, auf. Alle Kinder gingen in dieser Zeit in Machatschkala zur Schule.
Nach russischen Geheimdienstangaben reisten zunächst nur die Brüder zum Onkel Ruslan Tsarni in die USA aus, während der Rest der Familie später folgte. Der abweichende Familienname erklärt sich daraus, dass der Onkel bei seiner Einreise statt der russifizierten Form Zarnajew die tschetschenische Namensform Царни (Transkription: Zarni) angab, die im Englischen Tsarni ergab. Die Ausreise erfolgte, wie das türkische Außenministerium bestätigte, über die Türkei – einen der wichtigsten Wege der legalen Emigration nach Europa und Amerika.
In den USA bat die Familie um politisches Asyl und schrieb sich seitdem dort Tsarnaev. Seit 2007 hatte die Familie eine Aufenthaltserlaubnis.

## Schule und Studium
Seine Schulausbildung in den USA absolvierte Dschochar Zarnajew an der Cambridge Rindge and Latin School in Cambridge, Massachusetts. Für die Schule gewann er 2011 als Ringer je einen Titel als Player of the Month und als All Star Wrestler.
Im selben Jahr erreichte er seinen Highschool-Abschluss und erhielt ein Stipendium über 2500 US-Dollar. Er begann im Anschluss mit einem Studium der Meeresbiologie an der University of Massachusetts in Dartmouth. 2012 erhielt er die US-Staatsbürgerschaft.
Im Jahr 2011 kam die Familie in finanzielle Schwierigkeiten und lebte von der Sozialhilfe und Essenmarken, im September erfolgte die Scheidung der Eltern. Der Vater Ansor Zarnajew zog zurück in den russischen Nordkaukasus, im Sommer 2012 verließ auch die Mutter das Land und zog ebenfalls zurück nach Russland.
An der Universität soll Dschochar Zarnajew unglücklich über den Zusammenbruch seiner Familie gewesen sein und den Kontakt mit den meisten seiner Schulfreunde verloren haben. Der als sehr gut integriert geltende Student suchte verstärkt den Kontakt zu russischsprachigen Kommilitonen und verkaufte zeitweise Marihuana, um seinen Lebensunterhalt zu finanzieren.
Gegen zwei aus Kasachstan stammende Mitstudenten Zarnajews wurde später wegen Mithilfe bei den Anschlägen ermittelt. Im Herbst 2012 hatte er 20.000 US-Dollar Schulden. Er kam in dieser Zeit verstärkt unter den Einfluss seines älteren Bruders Tamerlan und soll zunehmend religiöser geworden sein.

## Anschlag auf den Boston-Marathon
Zusammen mit seinem Bruder verübte Dschochar Zarnajew am 15. April 2013 den Anschlag auf den Boston-Marathon, indem sie versteckte Sprengsätze in Rucksäcken platzierten. Durch die Explosionen wurden drei Menschen getötet und 264 weitere verletzt. Als Begründung gab Dschochar später an, er habe die Ermordung von Muslimen in Afghanistan und im Irak durch US-amerikanische Truppen rächen wollen.
Am 18. April veröffentlichte die Polizei Fahndungsfotos der beiden Brüder und begann eine großangelegte Fahndung nach dem Duo. Am selben Tag erschossen die beiden einen Polizisten auf dem Gelände des Massachusetts Institute of Technology beim Versuch, dessen Waffe zu entwenden. Am 19. April starb Tamerlan Zarnajew nach einem weiteren Schusswechsel mit der Polizei, während Dschochar zunächst entkommen konnte. Er wurde schließlich am 20. April 2013 mit einem Halsdurchschuss verletzt in Watertown unweit von Boston gefasst. Die Polizei klärte ihn unter Berufung auf die public safety exception (ein seit 1984 anerkanntes Instrument der Gefahrenabwehr) bei der Festnahme nicht über das Recht auf Aussageverweigerung und einen Anwalt (in den USA „Miranda-Recht“ genannt) auf. Dies wurde von Menschenrechtsgruppen kritisiert.

## Anklage, Prozess und Urteil
Nach Informationen des US-Justizministeriums vom 22. April 2013 erhielt Zarnajew am Krankenbett eine 30 Punkte umfassende Anklageschrift, in der die Verhandlung vor einem US-Bundesgericht festgelegt war. Ihm drohte die Todesstrafe. Bei einer Verhandlung vor einem Gericht des Bundesstaates Massachusetts wäre dies nicht der Fall gewesen, da in diesem Bundesstaat die Todesstrafe schon seit mehr als 20 Jahren abgeschafft ist. Bei einer ersten Befragung bestätigte Dschochar Zarnajew offenbar sowohl religiöse als auch politische Motive für den Anschlag, für dessen Planung und Ausführung in erster Linie sein Bruder verantwortlich gewesen sei. Er selbst sei nur Mitläufer gewesen, weitere Tatbeteiligte habe es nicht gegeben.
Am 26. April wurde er vom Krankenhaus Beth Israel Deaconess Medical Center ins nordwestlich von Boston gelegene Bundesgefängnis Fort Devens für männliche Häftlinge verlegt, die spezielle oder langfristige medizinische oder psychologische Betreuung brauchen.
Am 29. April bestätigte die zuständige Richterin Marianne B. Bowler, dass die Todesstrafenexpertin Judy Clarke zum Verteidigerteam für Dschochar Zarnajew gestoßen sei.
In Vernehmungen sagte Dschochar Zarnajew aus, dass die Brüder den Anschlag eigentlich am US-Nationalfeiertag (4. Juli) verüben wollten. Auch über Selbstmordattentate sollen die Brüder nachgedacht haben. Der Bau der Bomben sei schneller als erwartet gelungen.
Am 30. Januar 2014 erklärte der Attorney General Eric Holder, dass er für Zarnajew die Todesstrafe fordern werde. Der Prozess begann am 5. Januar 2015 mit der Auswahl der Geschworenen. Das fünfköpfige Verteidigerteam hatte eine weitere Verschiebung des Prozessbeginns, der eigentlich bereits für den November 2014 geplant war, beantragt, um sich weiter in die Ermittlungsakten einarbeiten zu können.
Am 8. April 2015 erklärten die Geschworenen Dschochar Zarnajew in allen 30 Anklagepunkten, von denen auf 17 die Todesstrafe steht, für schuldig. Er wurde unter anderem für schuldig befunden, eine „Massenvernichtungswaffe“ (weapon of mass destruction) eingesetzt zu haben. Über das Strafmaß, das entweder auf lebenslange Haft oder die Todesstrafe lauten konnte, wurde in einem weiteren Verfahren entschieden. Damit endete der erste Prozessabschnitt.
Am 15. Mai 2015 wurde er von den Geschworenen einstimmig zur Todesstrafe verurteilt. Zarnajew äußerte sich zum Prozessende bei der formellen Urteilsverkündung durch den Richter am 24. Juni 2015 zum ersten Mal öffentlich. Bis zu diesem Zeitpunkt hatte er lediglich am Anfang der Verhandlung zu Protokoll gegeben, nicht schuldig zu sein. Er bekannte sich in seinem Schlusswort nun doch schuldig und entschuldigte sich für seine Tat. Dies änderte in den Augen der Beobachter aber nichts daran, dass er, der während des gesamten Prozesses die Ereignisse emotionslos verfolgt habe und lediglich beim Erscheinen einer Tante aus Russland in Tränen ausbrach, keine Reue über seine Taten empfinde.
Das Urteil sollte, wie bei Todesurteilen von Bundesgerichten üblich, durch eine tödliche Injektion vollstreckt werden. Die Exekution soll im Supermax-Bundesgefängnis USP Terre Haute den Regeln gemäß in Anwesenheit von acht Überlebenden, Vertretern der Medien sowie vom Verurteilten selbst gewählten Zeugen erfolgen.
Im Juli 2015 erklärten seine Anwälte, dass sie formell Einspruch gegen das Urteil einlegen und einen neuen Prozess beantragen, da Dschochar Zarnajew unter dem Einfluss seines älteren Bruders gehandelt habe und daher ein Todesurteil nicht anzuwenden sei.
Der District Attorney des Middlesex County Marian Ryan erklärte unterdessen, dass Dschochar Zarnajew sich weiterhin wegen des Todes des Polizisten auf dem Gelände des Massachusetts Institute of Technology vor Gericht in Massachusetts verantworten muss. Der Polizist war von den beiden Brüdern auf der Flucht nach dem Anschlag getötet worden. Die Anklage lautet in diesem Falle auf Mord. Es wurde dabei betont, dass das Todesurteil für den Bombenanschlag noch nicht rechtskräftig sei und dass eine weitere gerichtliche Verfolgung deshalb angemessen sei. Zarnajew ist im Bundesgefängnis ADX Florence in Isolationshaft untergebracht.
Nachdem Zarnajew das Urteil angefochten hatte, hob im Juli 2020 ein Berufungsgericht die Todesstrafe auf. Als Begründung gab das Gericht an, bei dem Prozess gegen Zarnajew habe der zuständige Richter die ausgewählte Jury nicht ausreichend auf Befangenheit überprüft. Das Berufungsgericht wies eine niedere Instanz an, einen neuen Prozess zu beginnen, in dem über Zarnajews neue Strafe verhandelt werden kann.
Am 4. März 2022 setzte der Oberste Gerichtshof der Vereinigten Staaten auf Antrag des Justizministeriums das Todesurteil wieder in Kraft. Die Entscheidung erging mit einer Mehrheit von sechs Richterstimmen bei drei Gegenstimmen. Die Richter erklärten, Zarnajew habe vor seiner Verurteilung einen fairen Prozess erhalten. Die drei Richter des liberalen Flügels widersprachen dieser Auffassung. Obwohl Massachusetts die Todesstrafe bereits in den frühen 1980er Jahren abgeschafft hatte, konnte Zarnajew zum Tode verurteilt werden, weil er nach Bundesrecht vor Gericht gestellt worden war. Nach Bundesrecht ist die Vollstreckung der Todesstrafe im Rahmen eines Moratoriums derzeit auch ausgesetzt.

## Verfilmung
Die TV-Dokumentation Inside the Hunt for the Boston Bombers von Sam Hobkinson arbeitete 2014 den Bombenanschlag auf den Boston-Marathon und die anschließenden Ermittlungen und Fahndungen auf.
In dem 2016 von Peter Berg inszenierten Thriller Boston wurde Dschochar Zarnajews Rolle von Alex Wolff übernommen.
2023 veröffentlichte Netflix die Serie „American Manhunt – Der Anschlag auf den Boston Marathon“, welche in chronologischer Reihenfolge die im Jahr 2013 durch Dschochar Zarnajew und dessen Bruder Tamerlan Zarnajew verübten Bombenanschläge in Boston behandelt.